# Vista University
Die Vista University (afrikaans: Universiteit Vista) war eine Hochschuleinrichtung mit Sitz in Pretoria, die zwischen 1982 und 2004 existierte und in mehreren südafrikanischen Städten mit regionalen Campusarealen arbeitete. Ihre Studienangebote richteten sich grundsätzlich an Personen aus der Bevölkerungsgruppe der Schwarzen in Südafrika. Die Universität entstand auf der Basis eines eigens für sie erlassenen Gesetzes von 1981 und eröffnete 1982 ihren administrativen Betrieb. Das erste akademische Jahr der Vista University begann am 1. Januar 1983.

## Geschichte

### Vorbedingungen und historischer Kontext
Die konzeptionelle Basis der Vista University leitete sich aus Grundsatzpositionen der Bildungspolitik des Apartheidsystems ab, nach denen eine binäre Trennung (Europäer und Nichteuropäer) des Bildungssektors im Sinne der politisch vorgegebenen getrennten Entwicklung in allen Bereichen der Gesellschaft anzustreben war. Unter diesen Voraussetzungen gehörten ungleich gestaltete Zugangsvoraussetzungen für Studierende und Mitarbeiter zu Bildungseinrichtungen als prioritäre Steuerungsmechanismen in das offiziell angestrebte Gesellschaftsmodell.
Nach einer zeitgenössischen Beschreibung der Hochschulsituation aus dem Jahre 1955 durch Thomas Benjamin Davie († 13. Dezember 1955), einem ehemaligen Prinzipal und Vice-Chancellor (1948–1955) der Universität Kapstadt, hatten sich in der Südafrikanischen Union zwei verschiedene Positionen zur Hochschulpolitik etabliert. Einerseits gab es Hochschulen mit Orientierung zum britischen System, wonach diese Einrichtungen von den Ideen der weitreichenden akademischen Freiheit und dem „Prinzip der offenen Tür“ bestimmt waren und andererseits Hochschulen der Afrikaaner, worin Menschen ausgebildet wurden, um ausschließlich dem Staat zu dienen. Von Vertretern der Universitäten Kapstadt und Witwatersrand wurde im Ergebnis einer gemeinsamen hochschulpolitischen Konferenz vom 9. bis 11. Januar 1957 ein Papier mit dem Titel The Open Universities in South Africa herausgegeben, worin die beiden Chancellor, Albert van de Sandt Centlivres (UCT) und Richard Feetham (Wits), in ihrem Vorwort klarstellten, dass das hiermit vorgetragene Plädoyer für die Wahrung der „Offenen Universitäten“ nicht nur ein Argument für die Gewährleistung der Freiheit ihrer eigenen Universitäten sei, sondern für die Freiheit jeder südafrikanischen Universität. Dieser engagierte Protest in einem gesellschaftlichen Klima des politisch forcierten Rassismus konnte jedoch die begonnene Politik der „getrennten Entwicklung“ auch im Hochschulsektor nicht aufhalten.
Im öffentlichen Diskurs zur Frage einer politisch beeinflussten Hochschullandschaft in Südafrika, konkret ein Gesetzesentwurf zum Ausschluss von „nichtweißen“ Studenten von den Universitäten, hielten dessen Kritiker 1957, unter wörtliche Bezugnahme auf die bereits 1953 vom vormaligen Rektor der UCT Thomas Benjamin Davie gegenüber Studenten vorgetragenen Prinzipien, dem National Council of Higher Education ihre Auffassung von akademischer Freiheit entgegen. Davie’s vier essentielle Grundsätze erlangten im Verlauf dieses Diskurses und mit internationaler Wahrnehmung den Status eines Anti-Apartheid-Banners für die Wissenschaftsfreiheit:

“...our freedom from external interference in (a) who shall teach, (b) what we teach, (c) how we teach, and (d) whom we teach.”

„...unsere Freiheit von äußerer Einflussnahme in [den Fragen] (a) wer soll lehren, (b) was lehren wir, (c) wie lehren wir, und (d) wen unterrichten wir.“

Dieses Statement wurde von seinem Amtskollegen an der University of Natal, Ernst Gideon Malherbe, mit der Streitschrift Die Outonomie van ons Universiteite en Apartheid (1957) unterstützend flankiert.
Nach Erhebungen der Tomlinson-Kommission standen 1955 für die Hochschulausbildung der nichteuropäischen Bevölkerung in der Südafrikanischen Union nur wenige ausgewählte Einrichtungen zur Verfügung. Eine völlige freie Wahl des Studienortes durch diese Gruppe kam nach dem Willen der Kommission nicht in Betracht. Deren Abschlussbericht nennt in diesem Zusammenhang Universitätsausbildungsgänge am South African Native College Fort Hare, ferner in einer Institution in Durban, dem Natal University College for Non-Europeans an der University of Natal, sowie an der Witwatersrand-Universität und der Universität Kapstadt, des Weiteren am Kolege ya Bana ba Afrika in Pretoria und an der Medizinischen Fakultät für Nichteuropäer innerhalb der University of Natal.
Das Kolege ya Bana ba Afrika (College of the Children of Africa) war eine 1946 auf Initiative von Akteuren hauptsächlich aus der Dutch Reformed Mission Church in Kooperation mit der UNISA gegründete Einrichtung. Sie entstand auf dem Gelände der ehemaligen Farm Vlakfontein (heute Mamelodi West). Ihre Entstehung verdankt sie der in den 1940er Jahren ansteigenden Zahl von UNISA-Studienbewerbern. Diese Tendenz kann als Indiz für das gewachsene Bildungsbedürfnis unter der nichteuropäischen Bevölkerung aufgefasst werden.
J. H. van Wyk leitete die Gruppe aus der Dutch Reformed Mission Church, die sich mit der Gründung des Kolege ya Bana ba Africa befasst hatte. Der Anthropologe Werner Eiselen übernahm 1947 als erster die Professur für Volkekunde an der Universität Pretoria. Er begleitete aus seiner Position heraus und damit als einer der Gründungsväter den Aufbauprozess des Kolege ya Bana ba Africa. Diese Bildungsstätte war als konkurrierende Einrichtung zum Native College in Fort Hare konzipiert und etabliert worden, wo der Lehrkörper überwiegend aus dem Kreis schottischer Presbyterianer stammte und seinem Grundverständnis nach der damaligen rassistischen Staatspolitik kritisch bis ablehnend gegenüber stand. In einer Eigendarstellung aus dem Jahre 1946 bezeichnete sich die Einrichtung als University for non-Europeans in the Transvaal.
Als institutionelles Ziel der sich nach dem Wahlsieg der Nasionale Party im Jahre 1948 deutlich herausbildenden Segregationspolitik schlug die Tomlinson-Kommission auf dem Gebiet der Hochschulbildung die Schaffung einer staatlichen und auf föderaler Basis zu errichtenden „Bantu University of South Africa“ vor, ähnlich der UNISA-Struktur. Colleges dieser Universität sollten nach Empfehlung der Tomlinson-Kommission in der Transkei, in den Zulu-Habitaten von Natal und in den Sotho-Gebieten von Transvaal geschaffen werden.
| Universität                                             | Nichteuropäischstämmige 1947 | Europäischstämmige 1947 | Nichteuropäischstämmige 1956 | Europäischstämmige 1956 |
| ------------------------------------------------------- | ---------------------------- | ----------------------- | ---------------------------- | ----------------------- |
| University of Cape Town                                 | 100                          | k. A.                   | 339                          | 4038                    |
| University of the Witwatersrand                         | 182                          | k. A.                   | 213                          | 4443                    |
| South African Native College Fort Hare                  | 329                          | k. A.                   | 368                          | -                       |
| University of Natal                                     | k. A.                        | k. A.                   | 415                          | 2189                    |
| Natal University College for Non-Europeans              | 340                          | k. A.                   | –                            | -                       |
| Universiteit van die Oranje-Vrystaat                    | k.A                          | k. A.                   | –                            | 1527                    |
| Potchefstroom University for Christian Higher Education | k. A.                        | k. A.                   | –                            | 1335                    |
| University of Pretoria                                  | k. A.                        | k. A.                   | –                            | 5340                    |
| Rhodes University                                       | k. A.                        | k. A.                   | –                            | 816                     |
| Universiteit van Stellenbosch                           | k. A.                        | k. A.                   | –                            | 2928                    |
| UNISA                                                   | k. A.                        | k. A.                   | 1622                         | 4720                    |

### Gründung der Vista University und weiterer Fortgang
Eine Gründung der später als Vista University benannten Einrichtung bildete bereits seit den 1950er Jahren ein konkret geplantes Anliegen der Apartheidspolitik. Der geringe Immatrikulationsanteil von nichteuropäischstämmigen Studierenden verteilte sich damals auf wenige Institutionen im Land.
Der erst über 25 Jahre nach der Empfehlung der Tomlinson-Kommission vollzogenen Universitätsgründung ging eine fünfjährige Vorbereitungszeit durch eine Kommission unter Leitung des Vizekanzlers der Rand Afrikaans University in Johannesburg, Gerrit Viljoen, voraus. Dieser hatte bereits exponierte politische Funktionen ausgeübt, wie den Vorsitz des Afrikaner Broederbond von 1974 bis 1980 und als Administrator-General von Südwestafrika zwischen 1979 und 1980. Als Minister of Education (Bildungsminister) war er von 1980 bis 1989 in den damaligen Regierungen Südafrikas für den Bildungssektor verantwortlich.
Mit Blick auf die zu erwartende Gründung der Vista University formulierten 1981 Vertreter von drei großen Universitäten des Landes ihre Ablehnung eines solchen Konzeptes, die sie mit dem inakzeptablen Ziel von rassistisch getrennten Einrichtungen im Hochschulbildungssektor begründeten. Die Aufforderung zur Mitwirkung im Universitätsrat während der Gründungsphase der Vista University wurde von Repräsentanten der Witwatersrand-Universität, Universität Kapstadt und Universität Natal zurückgewiesen. Der damalige Vizekanzler der Witwatersrand-Universität Daniel Jacob du Plessis vertrat mit einer Presseerklärung die Auffassung, wonach nicht zu erwarten sei, dass die neue Hochschule eine mit den anderen Universitäten gleichrangige Institution sein werde. Im Jahr 1981 vollzog sich der finale gesetzgebende Prozess für die bevorstehende Gründung der Vista University.
Der Vista University Act (Act No. 106 / 1981) erlangte am 1. Januar 1982 Rechtskraft und legte die legislative Basis zur Gründung einer landesweit operierenden Universität für afrikanische (schwarze) Studenten in einigen städtischen Ballungszentren. Dieser Schritt vollzog sich innerhalb jenes geschichtlichen Abschnittes des Landes, der nach dem Konzept der Reformapartheid für die in den Städten wohnenden Schwarzen verschiedene Zugeständnisse, wenn auch immer noch keine gleichwertigen Bürgerrechte erbrachte. Dagegen blieb die Zulassung anderer Personen für ein Studium an der Vista University. beispielsweise aus dem Kreise der Coloureds oder der indischstämmigen Bevölkerung, einer jeweiligen Einzelentscheidung des zuständigen Ministers vorbehalten.
Am 1. Januar 1982 nahm in Pretoria die zentrale Verwaltung der Universität ihre Tätigkeit auf und am 6. Januar kam es zur Konstituierung der ersten Hochschulleitung, für deren Vorsitz Professor Cas F. Crouse als Gründungsrektor die Berufung erhielt. Zu einer feierlichen Eröffnungszeremonie kam es erst am 20. Oktober 1983 unter Teilnahme des damals zuständigen Ministers Daniël Wynand Steyn (Minister of Education and Training). Dieser beschrieb die Zukunft der neuen Universität in seiner Festansprache mit den Worten: Vista is the faith of yesterday, through the reality of today into the vision of tomorrow (deutsch etwa: „Vista ist der Glaube von gestern, durch die Wirklichkeit von heute die Vision von morgen“).
Die Erwartungen bezüglich der Immatrikulationszahlen beliefen sich in dieser Vorbereitungsphase auf 800 bis 1.400 Studierende. Vorgesehen waren Bachelor-Abschlüsse und Bachelor-Education-Grade auf den Gebieten Englisch, Afrikaans, Xhosa, Pädagogik, Geographie, Geschichte, Soziologie, Psychologie, Wirtschaft, Rechnungswesen und Mathematik. Als monatliche Studiengebühr waren 17 Rand pro Studienfach vorgesehen. Die ersten Vorlesungen begannen im Januar 1983 an vier Campusstandorten, in Mamelodi, Soweto, Bloemfontein und Port Elizabeth.
Im Gründungsjahr hatten sich an der Vista University 3.010 Afrikaner immatrikulieren lassen. 1984 waren bereits 6.125 Afrikaner, 12 Coloured und 15 Weiße und 63 weitere Studierende hier eingeschrieben. Die Studentenzahlen stiegen in den ersten Jahren schnell an und fanden ihren Schwerpunkt in der Lehrerausbildung. Die Vista University lag mit ihren Immatrikulationszahlen weit vor denen anderer Hochschulen mit afrikanischen Studierenden. 1986 waren 12.296 Lehramtsstudenten registriert.
1990 erfolgte die offizielle Eröffnung des neu erbauten Soweto-Campus, gegenüber dem Power Park in Orlando liegend. Bereits 2011 wurde er durch weitere Neubauten erweitert. Die offizielle Feier fand unter Teilnahme des südafrikanischen Vizepräsidenten Kgalema Motlanthe und der UJ-Kanzlerin Wendy Luhabe statt.
Um 1995 forderten mehrere Studentenorganisationen die Reform und einen Personalwechsel an dieser Universität. In Reaktion auf diese Kritik meinte die Universitätsleitung (University Council), dass sie nicht zurücktreten werde und ihre gegenwärtige Aufgabe in einer Transformation hin zu einer demokratischen Hochschuleinrichtung sehe. Die Kritiker machten dagegen geltend, dass die Universitätsleitung illegitim sei, da sie von einer illegitimen Regierung in ihre Ämter eingesetzt wurde. Der damalige Bildungsminister Sibusiso Bengu erklärte im März 1995, dass der bisherige Universitätsrat innerhalb von drei Monaten zurücktreten und durch ein Interimsgremium ersetzt werde. Eine Universitätssprecherin erklärte dazu, dass es dafür erst der Verabschiedung eines neuen Gesetzes bedarf, bevor sich ein neues University Council bilden könne.
Mit dem Nationalen Plan für Hochschulbildung (National Plan for Higher Education), der im Februar 2001 durch einen Kabinettsbeschluss in Kraft trat, begann eine Transformation des südafrikanischen Hochschulsektors. In deren Folge wurde die Vista University aufgelöst und ihre Standorte anderen, teils neu gegründeten Hochschuleinrichtungen zugeordnet.

## Akademische Struktur der Hochschule
Um 1996 bestand der akademische Bereich der Universität aus folgenden Fakultäten:
- Arts (Geisteswissenschaften)
- Economics and Management Sciences (Wirtschafts- und Managementlehre)
- Education (Pädagogik)
- Law (Recht)
- Science (Naturwissenschaft)

Das akademische Personal bestand, wie an anderen Universitäten zur Apartheidszeit aus einer weißen Mehrheit. Bei Vista waren es beispielsweise im Jahre 1986 82 Prozent, in Fort Hare dagegen nur 65 Prozent.

## Campusstandorte
An folgenden Campusbereichen begannen im Januar 1983 Lehrveranstaltungen:
- Campus Mamelodi (Hinterland Street, Mamelodi Gardens) in Pretoria, am 2. Januar 2004 in die University of Pretoria integriert.[35] Mittels Erweiterungsbauten im Umfang von 45,1 Millionen Rand schuf man hier einen am 22. Juni 1993 eröffneten Campusbereich.[36]

- Campus Soweto (Potchefstroom Road, Power Park) in Orlando, am 1. Januar 2005 in der University of Johannesburg aufgegangen.[37] Der Contact Campus Soweto entstand an einem zeitweiligen Standort in der Koma Road in Dlamini, unweit der Moroka Police Station im Zentrum von Soweto und war der größte Bereich der Vista University.[38]

- Campus Batho (Church Street Ext.) in Bloemfontein, 2004 in die University of the Free State (UFS) integriert.[39]

- Campus Zwide (Uitenhage Road, Zwide) in Port Elizabeth (im Missionvale-Township errichtet). Den Missionvale-Campus, ehemals PE-Campus der Vista University, ordnete man 2004 zunächst der Universität Port Elizabeth zu und fusionierte diesen 2005 mit dem Port Elizabeth Technikon und der Universität Port Elizabeth zur neu geschaffenen Nelson Mandela Metropolitan University.[40][41]

Später eröffnete Standorte:
- Campus Vaal Triangel (1983 so benannt) oder Sebokeng Campus (Potchefstroom / Vereeniging Road) in Sebokeng, der aus einem Bereich der ehemaligen Potchefstroom University for Christian Higher Education (PU for CHE) übernommen wurde und schließlich 2004 in der North-West University aufging.[42][43]

- Der East Rand Campus (Route R51, Boyasview North) in Daveyton, später der North-West University angegliedert.[44][42]

- Der Welkom Campus (Mothusi Road) in Thabong, mit Wirkung vom 2. Januar 2004 in das Technikon Free State eingegliedert.[45][46]

- Der Distance Education Campus (VUDEC) in Pretoria (219 Skinner Street) wurde als Fernstudienbereich der Vista University gegründet und ging im Rahmen der Transformation des Hochschulwesens mit Wirkung vom 1. Februar 2002 zur wesentlich älteren Fernuniversität UNISA über. Der Überleitungsprozess erstreckte sich bis in das Jahr 2004.[47][48][49][50] Das frühere Ministerium für Bildung und Ausbildung (Department of Education and Training) hatte zum 1. April 1982 die Zuständigkeit über diesen Bereich übernommen.[25]

Während der Gründungsphase der Universität waren auch Standorte in Vereeniging und in Kapstadt vorgesehen. Diese Erweiterungen wurden nicht verwirklicht.
Der Central Campus mit der Hauptverwaltung hatte die Adresse 263 Skinner Street (heute Nana Sita Street), im Zentrum von Pretoria liegend.

## Partnerschaften
Die Vista University unterhielt mit der amerikanischen University of Central Florida in Verbindung mit zwei Colleges eine Partnerschaft.

## Periodika der Universität
- Vista University Research Journal
- Vista update
- Igugu. Vista University Alumni magazine

## Leitendes Personal
Das leitende Personal der Vista University vor 1994 setzte sich überwiegend aus einem Personenkreis zusammen, der nicht aus den führenden und tendenziell apartheidkritischen Universitäten des Landes entstammte.

### Chancellors
- 1985–1992 Richard Naphtali Gugushe (von 1983 bis 1985 Principal des Soweto Contact Campus)[55][56] um 1975 Geschäftsführer des Minister-Beirats für Bantu-Erziehungswesen[57]
- 1998–2002 Mathole Motshekga[58] (von 1998 bis 1999 Premierminister der Provinz Gauteng)[59]

### Rectors
- 1982–1987 Cas F. Crouse
- 1987–1994 Schalk Willem Burger Engelbrecht

### Executive Vice-Chancellors
- 1996–2000 H. P. Africa[60]
- 2000–2003 Clement Tsehloane Keto[61]

### Acting Vice-Chancellor
- 2003–2004 Sipho Seepe

## Weiterführende Literatur
- Vista University (Hrsg.): Vista University installation of chancellor: promotion ceremonies: 1985. Pretoria 1985.
- Hettie M. van der Merwe: The Vudec merger: a recording of what was and a reflection on gains and losses. In: South African Journal of Higher Education. Volume 21 (2007), Ausgabe 3, S. 537–551  ISSN 1011-3487 Abstract. auf www.ajol.info (englisch).
- Martin Hall, Ashley Symes, Thierry Leucher, Council on Higher Education: The Governance of Merger in South African Higher Education. Pretoria 2004, ISBN 1-919856-39-0, auf www.thierry.konstruktiv.li (englisch).
- John A. Marcum: Black Education in South Africa: Key or Chimera?. In: CSIS Africa Notes. (A publication of the African Studies Program of The Georgetown University Center for Strategic and International Studies), Nr. 41 (1985) 15. April. online auf www.csis.org (englisch).
- Sipho Seepe: Towards an African Identity of Higher Education. Vista University und Skotaville, Pretoria 2004, ISBN 1-86828-175-2.
- Sipho Seepe: The story of Vista University: 21st anniversary. Vista University, Pretoria 2004.